# 奈良市立済美小学校
奈良市立済美小学校（ならしりつ せいびしょうがっこう）は、奈良県奈良市西木辻町にある公立小学校。

## 沿革
- 1873年（明治6年）4月11日 - 魁化舎として開校。
- 1875年（明治8年）5月 - 三小区小学校と改称。
- 1878年（明治11年）3月 - 中辻小学校と改称。
- 1887年（明治20年）4月1日 - 中辻尋常小学校と改称。
- 1900年（明治33年）3月23日 - 済美尋常小学校と改称。
- 1910年（明治43年）3月31日 - 第二尋常小学校済美仮教場と改称。
- 1916年（大正5年）4月1日 - 奈良市立第四尋常小学校と改称。
- 1941年（昭和16年）4月1日 - 奈良市立済美国民学校と改称。
- 1947年（昭和22年）4月1日 - 奈良市立済美小学校と改称。

## 通学区域
- 井上町、陰陽町、大森町、肘塚町の一部（ＪＲ桜井線以東）、瓦堂町、元興寺町、北京終町、京終地方西側町、京終地方東側町、小太郎町、芝新屋町、杉ヶ町、中辻町、鳴川町、西木辻町、西新屋町、花園町、東木辻町、三棟町、南魚屋町、南肘塚町の一部、南京終町の一部（ＪＲ桜井線以北）、南京終町一丁目、南新町、南城戸町の一部、南袋町、柳町[1]

※卒業後は基本的に奈良市立春日中学校に進学する。

## 通学区域が隣接している学校
- 奈良市立済美南小学校
- 奈良市立大安寺小学校
- 奈良市立大安寺西小学校
- 奈良市立大宮小学校
- 奈良市立椿井小学校
- 奈良市立飛鳥小学校
- 奈良市立東市小学校
- 奈良市立明治小学校